# Baptist-Hoffmann-Straße 14 (Garitz)

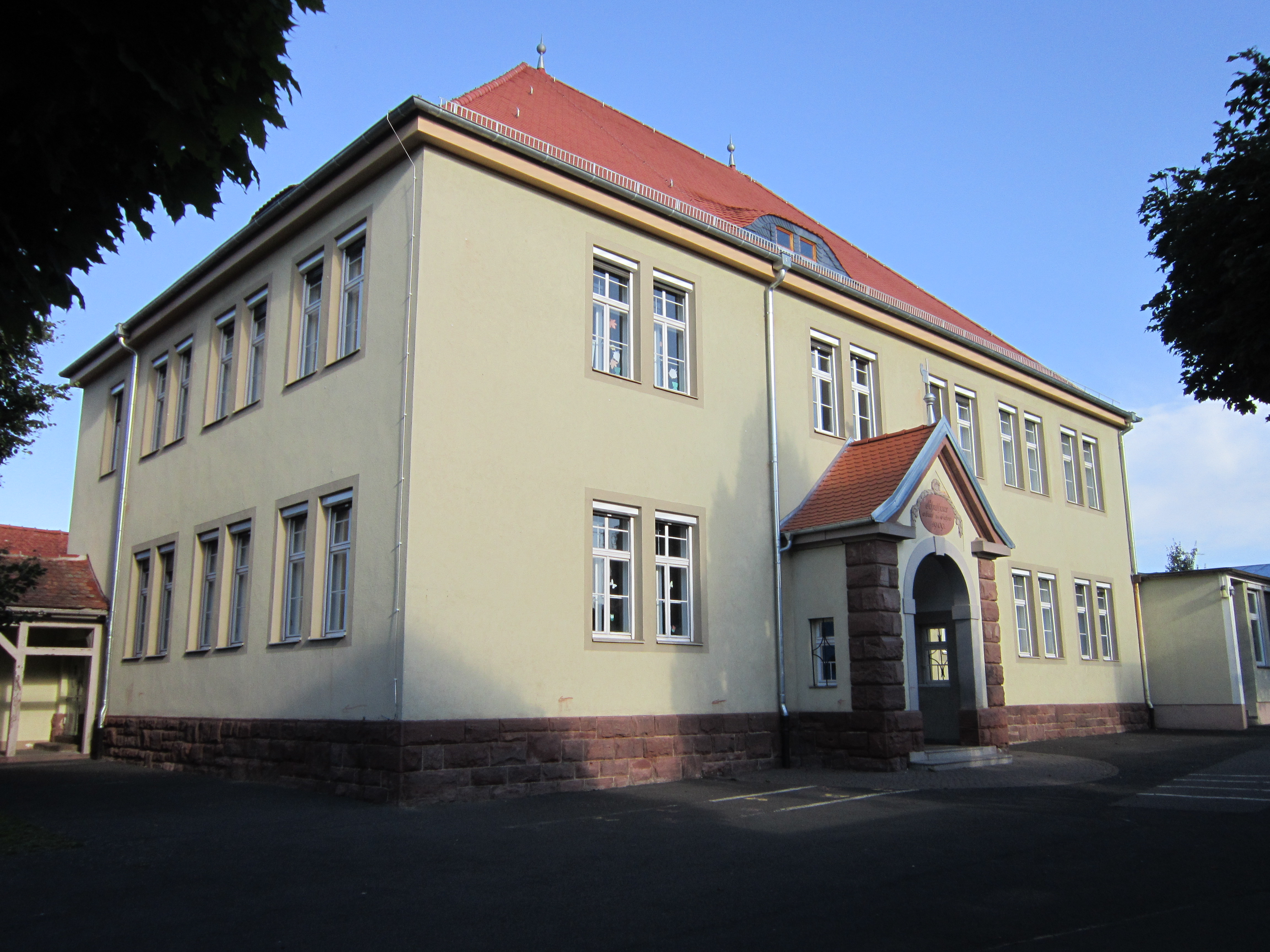
Grundschule in der Baptist-Hoffmann-Straße 14

In der Baptist-Hoffmann-Straße 14 in Garitz, einem Stadtteil von Bad Kissingen, der Großen Kreisstadt des unterfränkischen Landkreises Bad Kissingen, befindet sich die Garitzer Grundschule. Sie gehört zu den Bad Kissinger Baudenkmälern und ist unter der Nummer D-6-72-114-373 in der Bayerischen Denkmalliste registriert.

## Geschichte

### Vorgeschichte
Erste Hinweise auf eine Schule in Garitz gibt es für das Jahr 1686 im Garitzer „Altweistum“, in dem die Rumpfesgült für den Schuldiener festgelegt wurde. Dieser übte damals ursprünglich den Beruf eines Handwerkers aus. Der Schulbesuch der Schüler war beeinträchtigt, da sie dringend bei der Feld- und Hausarbeit gebraucht wurden. Eine Verbesserung der Schulsituation trat im Jahr 1770 mit der Gründung des Würzburger Lehrerseminars ein; um 1800 kam die Schulpflicht für das sechste bis zwölfte Lebensjahr hinzu. Zunächst stand das Garitzer Schulwesen unter kirchlicher Aufsicht. Erster urkundlich bekannter Lehrer in Garitz wurde im Jahr 1773 Johann Nikolaus Bauer; sein Nachfolger war Jörg Hippler (von 1780 bis 1827). Im Jahr 1804 wurde ein Schulneubau errichtet, in dem schrittweise immer mehr Jahrgänge unterrichtet wurden.
Im Jahr 1873 wurde in der heutigen Baptist-Hoffmann-Straße Nummer 29 das Wohnhaus des Bäckers Nikolaus Buscham angekauft, im Sommer und Herbst umgebaut, und als „II. Schule“ genutzt.

### Heutiges Schulgebäude
Im Jahr 1909 entstand das heutige Schulgebäude in der Baptist-Hofmann-Straße Nummer 14, in dem ab 1. Oktober 1910 der Unterrichtsbetrieb einer vierklassigen Volksschule aufgenommen wurde und wo ab dem Jahr 1915, als Garitz Lokalkaplanei wurde, der Garitzer Kaplan Katechismus unterrichtete; mit dem 1. Januar 1915 wurde die geistliche Schulaufsicht durch eine weltliche ersetzt.
Bei dem Schulbau im Jugendstil handelt es sich um einen zweigeschossigen Halbwalmbau mit bossierter Sockelzone und Zwerchhaus mit Dreiecksgiebel. Zum Schulgebäude gehört ein zeitgleich, ebenfalls im Jugendstil  entstandenes Lehrer-Wohnhaus, ein zweigeschossiger Walmdachbau: Beide Gebäude sind durch einen Laubengang miteinander verbunden. Des Weiteren gehört zum Schulgebäude eine gleichzeitig entstandene Einfriedung.
Im Herbst 1915 wurden die Schüler dringend bei der Kartoffel- und Obsternte gebraucht. Unter Anleitung ihrer Lehrer führten die Schüler zur Linderung der kriegsbedingten Not Sammlungen von Altpapier, Bucheckern (zur Ölgewinnung) und Brennnesseln (deren Pflanzenfasern dienten zur Textilienherstellung) durch.
Direkt angrenzend an das Schulgebäude entstand zwischen Dezember 1966 und Dezember 1967 die Turnhalle Garitz, die bis heute auch als Mehrzweckhalle genutzt wird.